# Rejon uzdowski
Rejon uzdowski (biał. Уздзенскі раён) – rejon w centralnej Białorusi, w obwodzie mińskim.